# Get Up and Fight
Get Up and Fight is een nummer van de Britse rockband Muse uit 2019. Het is de zesde en laatste single van hun achtste studioalbum Simulation Theory.
Samen met Something Human is "Get Up and Fight" een van de meest pop-georiënteerde nummers op het album Simulation Theory. De coupletten zijn vrij rustig, terwijl Muse in het refrein een wat steviger geluid laat horen. Het nummer bereikte enkel in België de hitlijsten. Het haalde in Vlaanderen de Tipparade.